# Nawanshahr
Nawāshahr är en ort i Indien.   Den ligger i distriktet Shahid Bhagat Singh Nagar och delstaten Punjab, i den norra delen av landet, 300 km norr om huvudstaden New Delhi. Nawāshahr ligger 264 meter över havet och antalet invånare är 31 121.
Terrängen runt Nawāshahr är mycket platt. Runt Nawāshahr är det tätbefolkat, med 530 invånare per kvadratkilometer. Nawāshahr är det största samhället i trakten. Trakten runt Nawāshahr består till största delen av jordbruksmark.